# Augustine Henry
Augustine Henry (2 de julio de 1857 — 23 de marzo de 1930) fue un especialista en horticultura, botánico y sinólogo. Fue muy apreciado su envío de 15 000 especímenes y semillas, así como 500 muestras de plantas, al Real Jardín Botánico de Kew.
Hacia 1930, era reconocida autoridad, y honrado haciéndolo miembro de sociedades científicas de Bélgica, Checoslovaquia, Finlandia, Francia, Polonia.
En 1929 el Instituto Botánico de Pekín le dedica el segundo volumen de 'Icones et plantarum Sinicarum ', colección de flora e ilustraciones.

## Primeros años y educación
Nace el 2 de julio de 1857, Dundee, Escocia de Bernard (un comerciante de lino) y de Mary McManee. Henry y su familia se mudan nuevamente a Cookstown, Co. Tyrone Irlandia prontamente.
Se educa en la Academia Cookstown, y obtiene su B.A. en Queens College Galway (B.A.), y su M.A. en 1879, en la Facultad de Queens, Belfast, y estudia medicina. Se pone en contacto con Sir Robert Hart quien lo recomienda para que ingrese al "Servicio Consular en China". Así, transfiere sus estudios médicos a Edimburgo para finalizar su grado rápido, y así calificar de doctor.
Más tarde en su carrera china, estudia Leyes, y es miembro del Middle Temple. Estudia chino antes de viajar, y gana buen manejo del idioma.
Entra en el Servicio Imperial de Consulados en Shanghi en 1881, como Asistent Médico Oficial, y Asistente, y se retira con el rango de Mandarín. Es enviado a un remoto puesto en Yichang (Ichanh).
En 1882 está en la provincia Hubei, China central, para investigar plantas usadas en la medicina china. Sirve en Hupeh, Szechuan, Simao (Yunnan), Mengsi y la isla de Formosa (Taiwán).

## Actividad como hortelano
Davidia involucrata Baill. 1857, originalmente descubierta en Tíbet, por Abee Armand David, Augustine Henry da instrucciones a su asistente Mr. Wilson a recolectarla. Augustine Henry fue el primero de enviar semillas de Europa.
Mientras está en Yichang y en otras partes de China recolecta plantas, semillas, muchas desconocidas.
En 1888 publica una lista de la Flora de China para el Journal of the Royal Asiatic Society. Para ese tiempo la flora y la fauna de China no eran bin conocidas. En 1896, se identifican 25 géneros y 500 especies de sus especímenes.
Envía más de 15.000 especímenes y semillas a Real Jardín Botánico de Kew y 500 muestras de plantas; que luego muchas de ellas serían plantas ornamentales de jardín. A su retorno a Europa trabaja en Kew con sus propias plantas.
En 1900 está en Francia estudiando en la "Escuela Nacional Forestal de Nancy". Es coautor con Henry Elwes de los 7 volúmenes 'Árboles de Gran Bretaña e Irlanda' 1907-13.
Su contribución científica fue única debido a su sistema de identificación basado en hojas y ramitas, y en la posición de los brotes, ayudando a identificar aún en ausencia de fruto y de flores. Fue corrsponsable en establecer la Cátedra de Forestación en la Universidad de Cambridge en 1907, permaneciedno allí hasta 1913. Fue responsable junto a A.C.Forbes, Director de Forestales del Departamento de Agricultura e instructor técnico, para la puesta en uso de 1 acre de parcelas de árboles en Avondale, Co. Wicklow.

## Revisióncéltica
Fue un cultor en el movimiento sobre Artes y Artefactos del "Celtic Revival". Conoció al poeta W.B. Yeats, George William Russell (AE) y a las familias de Sir Roger Casement y a Robert Erskine Childers y a la esposa de George Bernard Shaw Townsend.

## Real Colegio de Ciencia, Dublin
Tuvo la Cátedra de Forestación en el Real Colegio de Ciencia (luego Universidad Colegio de Dublín), en 1913, y más tarde en el Servicio Forestal Nacional.

## Obra
- Notes on Economic Botanical of China, introducción de E. Charles Nelson, Boethus Press 1986 ISBN 0-86314-097-1

- Anthropological work on Lolos and non-Han Chinese of Western Yunnan

- The wealth of beautiful trees and flowering shrubs which adorn gardens in all temperate parts of the world today is due in a great measure to the pioneer work of the late Professor Henry. J.W.Besant 'Plantae Henryanae', Gard. chron. 98 (9 nov 1935): 334-335

## Honores

### Eponimia
Especies
- (Caprifoliaceae) Lonicera henryi Hemsl. ex F.B.Forbes & Hemsl.[1]

- (Ericaceae) Rhododendron augustinii Hemsl.[2]

- (Liliaceae) Lilium henryi Baker[3]

- (Ranunculaceae) Clematis henryi Oliv.[4]

- (Vitaceae) Parthenocissus henryana Graebn. ex Diels[5]